# Portret lekarza
Portret lekarza lub Portret Rodriga de la Fuente – obraz olejny przypisywany hiszpańskiemu malarzowi pochodzenia greckiego Dominikosowi Theotokopulosowi, znanemu jako El Greco. Praca podpisana jest małymi literami znajdującymi się na książką.
Obraz przedstawia anonimową postać, zidentyfikowaną dzięki pierścieniowi na kciuku lewej ręki jako portret lekarza. Mężczyzna identyfikowany był z Luise de Mercado, osobistym lekarzem króla hiszpańskiego Filipa II. Bardziej popularna teza wspomina o innym lekarzu Rodrigezie de la Fuente, bardzo wpływowej osobistości w Toledo. Podstawą do takiej tezy jest inny obraz Pogrzeb hrabiego Orgaza, gdzie jedna z postaci przedstawia doktora Fuente.
El Greco przedstawił swojego przyjaciela w ciemnozielonym płaszczu nadającym mu monumentalną sylwetkę. Osiemdziesięcioletnia twarz, nieco blada z wysokim czołem przywodzi na myśl osobę inteligentną, a jednocześnie napiętą w umysłowym wysiłku. Fakt ten potwierdza gest prawej dłoni, tłumaczący jakieś zagadnienie i lewa dłoń spoczywająca na jakimś manuskrypcie. Postać utrzymana jest w stylu Tycjana. Na jego wzór El Greco rezygnuje z tła i koncentruje się jedynie na twarzy i dłoni mężczyzny koncentrując się tym samym na jego charakterze i osobowości.
W 1686 roku obraz był wspominany w spisie inwentaryzacyjnym z Alcazaru w Madrycie. Tam znajdował się do pożaru w 1734, kiedy przeniesiono go do Pałacu Buen Retiro w Madrycie.